# Judgement
Judgement – piąty studyjny album zespołu Anathema, wydany w 1999. 

## Lista utworów
Źródło.
1. „Deep” (muz. Daniel Cavanagh, Dave Pybus, sł. Vincent Cavanagh) – 4:53
2. „Pitiless” (muz. Daniel Cavanagh, sł. Dave Pybus, John Douglas, Vincent Cavanagh) – 3:11
3. „Forgotten Hopes” (muz. Daniel Cavanagh, sł. Daniel Cavanagh) – 3:50
4. „Destiny Is Dead” (muz. Daniel Cavanagh, Dave Pybus, sł. Daniel Cavanagh) – 1:47
5. „Make it Right (f.f.s.)” (muz. John Douglas, sł. John Douglas) – 4:19
6. „One Last Goodbye” (muz. Daniel Cavanagh, sł. Daniel Cavanagh) – 5:24
7. „Parisienne Moonlight” (muz. Daniel Cavanagh, sł. Daniel Cavanagh) – 2:09
8. „Judgement” (muz. Daniel Cavanagh, John Douglas, sł. Vincent Cavanagh) – 4:20
9. „Don’t Look Too Far” (muz. John Douglas, sł. John Douglas) – 4:57
10. „Emotional Winter” (muz. John Douglas, sł. Vincent Cavanagh) – 5:54
11. „Wings of God” (muz. Daniel Cavanagh, sł. John Douglas) – 6:29
12. „Anyone, Anywhere” (muz. Daniel Cavanagh, Dave Pybus, sł. Dave Pybus) – 4:51
13. „2000 & Gone” (muz. Daniel Cavanagh, Dave Pybus, sł. Daniel Cavanagh) – 4:51

## Twórcy
Źródło.
- Vincent Cavanagh – śpiew, gitara
- Daniel Cavanagh – gitara, instrumenty klawiszowe
- John Douglas – perkusja
- Dave Pybus – gitara basowa
- Lee Douglas – śpiew w „Parisienne Moonlight” i „Don’t Look Too Far”
- Dario Patti – fortepian w „Anyone Anywhere”
- Darren White – zdjęcia

## Opis
Utwór „One Last Goodbye” zadedykowany został Helen Cavanagh (1949–1998), matce braci Cavanagh. Danny Cavanagh wykonując ten utwór na wspólnej płycie z Anneke van Giersbergen pt. In Parallel (2009), przyznał, że jest to „bardzo osobista piosenka”, a po jej wykonaniu potwierdził, utwór dotyczy jego zmarłej wówczas 10 lat wcześniej mamy.

## Nawiązanie
Fragment utworu „One Last Goodbye” został wykorzystany w filmie dokumentalnym pt. Dziennik zapowiedzianej śmierci (2000), opowiadającym o Tomaszu Beksińskim, który w jednym z ujęć wsłuchuje się we wspomnianą piosenkę Anathemy. Popełnił on samobójstwo 24 grudnia 1999.